# Ninjago: Wettkampf der Elemente
Wettkampf der Elemente (englischer Titel Ninjago: Tournament of Elements) ist die vierte Staffel der computeranimierten Fernsehserie Ninjago: Meister des Spinjitzu (seit Staffel 11 nur Ninjago). Die Serie wurde von Michael Hegner und Tommy Andreasen entwickelt. Die Staffel wurde vom 13. Februar 2015 bis zum 3. Mai 2015 ausgestrahlt.
Die vierte Staffel folgt der Suche der Ninja nach Zane, die an Meister Chens Wettkampf der Elemente teilnehmen. In dieser Staffel werden Meister Chen als Hauptgegner und mehrere Elementarmeister in die Serie eingeführt, die jeweils über individuelle elementare Kräfte verfügen, wie Bernstein, Schatten und Rauch.

## Synchronisation

### Hauptcharaktere
| Rolle             | Englischer Sprecher | Deutscher Sprecher                                  |
| ----------------- | ------------------- | --------------------------------------------------- |
| Lloyd Garmadon    | Jillian Michaels    | Christian Zeiger                                    |
| Kai               | Vincent Tong        | Wanja Gerick                                        |
| Jay Walker-Gordon | Michael Adamthwaite | Tobias Nath                                         |
| Zane Julien       | Brent Miller        | Robin Kahnmeyer                                     |
| Cole              | Kirby Morrow        | Marcel Collé (4.01–4.04) Dirk Stollberg (4.05–4.10) |
| Nya               | Kelly Metzger       | Magdalena Turba                                     |
| Sensei Wu         | Paul Dobson         | Hasso Zorn                                          |
| Sensei Garmadon   | Mark Oliver         | Klaus-Dieter Klebsch                                |
| P.I.X.A.L.        | Jennifer Hayward    | Claudia Gáldy                                       |
| Meister Chen      | Ian James Corlett   | Michael Pan                                         |
| Clouse            | Scott McNeil        | Ronald Nitschke                                     |

### Neue Elementarmeister
| Rolle         | Element         | Englischer Sprecher | Deutscher Sprecher                             |
| ------------- | --------------- | ------------------- | ---------------------------------------------- |
| Karlof        | Metall          | Scott McNeil        | Tilo Schmitz                                   |
| Mr. Pale      | Licht           | Kirby Morrow        | Steven Merting                                 |
| Freddie Flink | Geschwindigkeit | Doron Bell          | Jeffrey Wipprecht                              |
| Ash           | Rauch           | Brent Miller        | Fabian Oscar Wien                              |
| Neuro         | Gedanken        | Paul Dobson         | Klaus Lochthove                                |
| Gravis        | Gravitation     | Paul Dobson         | Till Hagen                                     |
| Jacob Pevsner | Klang           | Paul Dobson         | Nic Romm                                       |
| Bolobo        | Natur           | Michael Adamthwaite | Uwe Jellinek (4.02–4.03) Andreas Conrad (4.08) |
| Tox           | Gift            | Ian James Corlett   | Unbekannt                                      |
| Shadow        | Schatten        | Andrew Francis      | Jesco Wirthgen                                 |
| Camille       | Gestalt         | Maryke Handrikese   | Sarah Kaltenborn                               |
| Skylor Chen   | Bernstein       | Heather Doerksen    | Julia Kaufmann                                 |

## Produktion

### Entwicklung
Die Drehbuchautoren Dan und Kevin Hageman haben erklärt, dass die Staffel durch den Kampfsportfilm Der Mann mit der Todeskralle (Originaltitel Enter the Dragon) von 1973 inspiriert wurde. Der Regisseur des Films Robert Clouse stand auch für die Inspiration der Figur Clouse, eines Antagonisten in der Staffel.

### Animation
Die Animation für die vierte Staffel wurde bei Wil Film ApS in Dänemark produziert.

### Leitung
Für die Episoden von Wettkampf der Elemente führten Jens Møller, Michael Helmuth Hansen, Peter Hausner, Per Düring Risager und Trylle Vilstrup Regie.

## Erscheinung
Die Premiere begann am 13. Februar 2015 mit den ersten 4 Folgen der Staffel auf Super RTL. Die restlichen Folgen wurden innerhalb der folgenden 2 Monaten veröffentlicht, bis am 3. Mai 2015 die letzte Folge der Staffel namens Der Pfad der Ältesten veröffentlicht wurde.

## Handlung
Nach dem Verlust von Zane trennt sich das Team, aber Lloyd versucht, es wieder aufzubauen. Die Ninja treffen sich in Chens Nudelrestaurant wieder, wo sie erfahren, dass Zane lebt und sie im Wettkampf der Elemente mitmachen müssen, um ihn wiederzubekommen. Garmadon und die Ninja schließen sich an Bord einer Fähre einer Gruppe von Elementarmeistern und Chens Stellvertreter Clouse an. Auf Chens Insel wird Zane gefangen gehalten und ist nun der Titan-Ninja. Nach seiner Ankunft verliebt sich Kai in Skylor, die Elementarmeisterin des Bernsteins, und versucht, sie zu beeindrucken. Die Teilnehmer kämpfen um Jadeklingen, um im Wettbewerb zu bleiben, während die Verlierer in Falltüren fallen. Die Ninja entdecken einen geheimen Tunnel, der Chens Anhänger offenbart. Als Jay und Cole gezwungen sind, gegeneinander anzutreten, lässt Cole Jay gewinnen, und die beiden beenden ihren Streit um Nya für immer. Er wird zur Arbeit in Chens Nudelfabrik verpflichtet, plant aber zu fliehen.
Die Ninja gewinnen das Vertrauen der Elementarmeister während eines Wettrennens zwischen Lloyd und Chamille, der Elementarmeisterin der Gestalt. Als Lloyd das Rennen gewinnt, versucht Chen, das Ergebnis zu ändern, aber die Ninja werden von den Elementarmeistern unterstützt. Chen versucht, die Gemeinschaft zu schwächen, indem er behauptet, dass der Gewinner den Stab der Elemente erhalten wird, den er heimlich benutzt, um ihre elementaren Kräfte zu absorbieren. Dareth und Nya schleichen sich in das Turnier ein, wobei Nya als Kabuki verkleidet ist, während Cole Zane findet und ihn befreit. Die Ninja erfahren, dass einer der Elementarmeister ein Spion von Chen ist. Später stellt sich heraus, dass Skylor nicht nur die Spionin, sondern auch Chens Tochter ist.
Im nächsten Wettbewerb schickt Chen die Kandidaten auf eine Dschungelinsel, um Nya zu fangen. Im Dschungel verbünden sich Kai und Skylor, aber Skylor entpuppt sich als Chens Tochter und alle außer Garmadon, Lloyd und Nya werden gefangen genommen. Chen bietet Kai mehr Macht an, wenn er die Ninja verrät, und Kai tut so, als würde er die Seiten wechseln. Als Lloyd gefangen genommen wird, nutzt Kai einen günstigen Moment, um den Stab der Elemente an sich zu nehmen, der kurzzeitig von Kai Besitz ergreift, der es trotzdem schafft, den Stab zu zerstören, wodurch die Elementarkräfte zurück an den ursprünglichen Besitzer gehen. Im Dschungel kommt es zu einem Kampf zwischen Clouse und Garmadon, in dessen Folge Garmadon Clouse in ein Portal in die verfluchte Welt wirft. Chen und seine Armee fliehen von der Insel, werden aber von den Ninja und den Elementarmeistern verfolgt, die auf ihren Elementardrachen reiten.
Als Chen einen Zauber ausspricht, um seine Armee in Anacondrai-Krieger zu verwandeln, wofür er die Elementarkräfte brauchte, stellt er fest, dass er die Essenz eines echten Anacondrai benötigt, um den Zauber dauerhaft zu machen. Da Pythor der letzte verbliebene Anacondrai ist, wird er von Chen gefangen genommen, der seinen Schweiß benutzt, um den Zauber zu vollenden. Chen und seine Armee führen daraufhin Krieg gegen Ninjago. Im Pfad der Ältesten findet eine Schlacht zwischen den Elementarmeistern und Chens Armee statt. Pythor offenbart Garmadon, dass die einzige Möglichkeit, Chens Armee zu besiegen, darin besteht, dass Garmadon sich selbst in die verfluchte Welt verbannt, um die ursprünglichen Generäle der Anacondrai zurückzubringen. Garmadon stimmt zu, woraufhin die Geister der Anacondrai-Generäle Chen und seine Armee in die verfluchte Welt verbannen. Ein einzelner Geist fliegt aus dem Portal zur verfluchten Welt und sagt „Seid bereit“.

## Episoden
| Nr. (ges.) | Nr. (St.) | Deutscher Titel               | Originaltitel            | Regie                  | Drehbuch                    | Premiere USA  | Dt. Premiere D |
| ---------- | --------- | ----------------------------- | ------------------------ | ---------------------- | --------------------------- | ------------- | -------------- |
| 35         | 1         | Die Einladung                 | The Invitation           | Trylle Vilstrup        | Dan Hageman & Kevin Hageman | 23. Feb. 2015 | 13. Feb. 2015  |
| 36         | 2         | Elementare Schwierigkeiten    | Only One Can Remain      | Michael Helmuth Hansen | Dan Hageman & Kevin Hageman | 2. März 2015  | 13. Feb. 2015  |
| 37         | 3         | Kenne deine Feinde            | Versus                   | Jens Moller            | Dan Hageman & Kevin Hageman | 9. März 2015  | 13. Feb. 2015  |
| 38         | 4         | Ninja auf Rollen              | Ninja Roll               | Peter Hausner          | Dan Hageman & Kevin Hageman | 16. März 2015 | 13. Feb. 2015  |
| 39         | 5         | Der Spion                     | Spy For a Spy            | Trylle Vilstrup        | Dan Hageman & Kevin Hageman | 23. März 2015 | 22. März 2015  |
| 40         | 6         | Die Geschichte der Anacondrai | Spellbound               | Michael Helmuth Hansen | Dan Hageman & Kevin Hageman | 30. März 2015 | 29. März 2015  |
| 41         | 7         | Das letzte Element            | The Forgotten Element    | Jens Moller            | Dan Hageman & Kevin Hageman | 31. März 2015 | 12. Apr. 2015  |
| 42         | 8         | Der Tag des Drachen           | The Day of The Dragon    | Peter Hausner          | Dan Hageman & Kevin Hageman | 1. Apr. 2015  | 19. Apr. 2015  |
| 43         | 9         | Hilfe von Pythor              | The Greatest Fear of All | Per During Risager     | Dan Hageman & Kevin Hageman | 2. Apr. 2015  | 26. Apr. 2015  |
| 44         | 10        | Der Pfad der Ältesten         | The Corridor of Elders   | Trylle Vilstrup        | Dan Hageman & Kevin Hageman | 3. Apr. 2015  | 3. Mai 2015    |

## Reguläre Lego-Sets zur Staffel
Am 1. März 2015 erschienen 11 Sets zu Staffel 4, die in den meisten Regionen auch in diesem Zeitraum veröffentlicht wurden.
| Name                     | Lego-Artikelnummer | Teile     | Preis (UVP) |
| ------------------------ | ------------------ | --------- | ----------- |
| Anacondrai-Bodenfahrzeug | 70745              | 219 Stück | 19,99 €     |
| Condrai-Copter           | 70746              | 311 Stück | 29,99 €     |
| Cole’s Felsenbrecher     | 70747              | 236 Stück | 29,99 €     |
| Titandrache              | 70748              | 360 Stück | 39,99 €     |
| Tempel der Anacondrai    | 70749              | 529 Stück | 59,99 €     |
| Mobile Ninja-Basis       | 70750              | 756 Stück | 79,99 €     |
| Dschungelfalle           | 70752              | 58 Stück  | 9,99 €      |
| Lava-Fälle               | 70753              | 94 Stück  | 12,99 €     |
| Jays Elektro-Mech        | 70754              | 153 Stück | 19,99 €     |
| Lloyd Dschungelräuber    | 70755              | 188 Stück | 19,99 €     |
| Finale im Dojo           | 70756              | 215 Stück | 29,99 €     |

## Rezeption

### Bewertung (USA)
Wettkampf der Elemente setzte die Begeisterung der vorangegangenen Staffeln von Ninjago: Meister des Spinjitzu fort. Der Sendeplatz am Montag um 18.30 Uhr war die beliebteste Sendung des Tages bei Jungen im Alter von 2 bis 11 Jahren und 6 bis 11 Jahren, und sie war die beliebteste Sendung in ihrem Sendezeitraum bei Kindern im Alter von 2 bis 11 Jahren und 6 bis 11 Jahren.

### Kritik
Die Rezensentin Melissa Camacho von Common Sense Media bewertete Wettkampf der Elemente mit 3 von 5 Sternen und merkte an, dass die Staffel „viel actiongeladene Fantasy-Gewalt“ enthält. Die Rezensentin meinte: „Diese farbenfrohe, rasante Action-Serie zeigt, wie die Teenager-Ninja mit dem Verlust fertig werden, während sie weiterhin Lektionen über Loyalität und Teamwork lernen. Sie zeigt auch, wie wichtig es ist, mit einem Sinn für Moral zu kämpfen, was ein interessanter Aspekt für eine Zeichentrickserie ist, die auf Spielzeug basiert.“

## Andere Medien
Ein mit der Staffel assoziiertes Videospiel namens Lego Ninjago: Tournament wurde am 23. Januar 2015 für IOS veröffentlicht, das von LEGO entwickelt wurde.
Im Juni und Juli 2015 wurden auf dem Lego-YouTube-Kanal fünf Mini-Filme zur Staffel auf Englisch veröffentlicht, die sich auf den Hauptantagonisten Meister Chen konzentrieren. Die Mini-Filme wurden von Wil Film ApS animiert und trugen die Namen Chairful What You Wish For, Chen's New Chair, Chair Play Chen, Chair Up Chen und Bad Chair Day